# 沃辛頓鎮區 (明尼蘇達州諾布爾斯縣)
沃辛頓鎮區（英語：Worthington Township）是位於美國明尼蘇達州諾布爾斯縣的一個行政鎮區。

## 地方資料
沃辛頓鎮區的面積為73.57平方千米，當中陸地面積為73.47平方千米，而水域面積為0.10平方千米。根據2020年美國人口普查的數據，當地共有人口314人，而人口密度為每平方千米4.27人。